# USS LST-664
O USS LST-664 foi um navio de guerra norte-americano da classe LST que operou durante a Segunda Guerra Mundial.